# Mikrosporofil
Mikrosporofil – męski liść zarodnionośny u roślin naczyniowych. Na takim liściu umieszczone są mikrosporangia. U okrytonasiennych odpowiednikiem mikrosporofili są pręciki (poza krajami anglosaskimi pręcikami zwykle zwane są także mikrosporofile u nagonasiennych). Mikrosporofile często nie przypominają zielonych liści odżywczych – trofofili.